# سلول گیاهی
سلول گیاهی یا یاخته گیاهی نوعی سلول یوکاریوتی (هوهسته‌ای) است که از برخی جنبه‌های کلیدی با دیگر ارگانیسم‌های یوکاریوتی متفاوت است.

## ساختار سلول
سلول‌های گیاهی نسبت به سلول‌های جانوری دارای اشکال متنوع‌تری هستند. سلول‌های گیاهی دارای اشکال چند ضلعی با قطرهای مساوی و منظم یا کشیده هستند و علاوه بر آن سلول‌های گیاهی، محصور در دیواره سلولی شکل دهنده نسبتاً سخت و محکم و مقاوم هستند که گاه نازک و گاهی ضخیم است.
در یک توده سلولی هم ژن سازنده یک بافت، همه سلول‌ها دارای یک اندازه و یک شکل و معمولاً چند وجهی‌اند. در گیاهان پیشرفته اندازه سلول‌ها متناسب با کار آن‌هاست و بر حسب ماهیت بافت و نقشی که در گیاه دارند اندازه آن‌ها متفاوت است. اندازه و طول سلول‌های سازندهٔ پیکر گیاهان به ماهیت و ویژگی آن سلول بستگی دارد و به طول مولکول‌های پروتئینی موجود در آن‌ها و همچنین به میزان فعالیت هسته سلول و دوره استراحت آن ارتباط دارد.
سیتوپلاسم هر دو سلول مجاور به وسیله منافذ موجود (پلاسمودسم‌ها) با هم ارتباط دارند. غشای سیتوپلاسمی از یک لایه دو مولکولی فسفولیپید تشکیل یافته‌است که پروتئین‌ها به دو صورت سطحی و سراسری در غشا وجود دارند. نقش غشای سیتوپلاسمی حفظ تراوایی انتخابی است. زمینه سیتوپلاسم اساسی‌ترین قسمت درونی سلول را تشکیل می‌دهد، زیرا اکثراً اعمال بیوسنتزی سلول در آن صورت می‌گیرد. اندامک‌ها در این زمینه قرار دارند. یکی از ویژگی‌های سیتوپلاسم جنبش دائمی آن است که در اثر انقباض ریزرشته‌ها به وجود می‌آید، ولی ریزلوله‌ها به این جریان جهت می‌دهند.

## اجزا سلول

### دیواره سلول گیاهی
سلول بعضی از باکتری‌ها و ویروس‌ها و تمام قارچ‌ها و گیاهان به وسیلهٔ دیواره‌ای به‌نام دیواره سلولی احاطه شده‌است. سلول‌های جوان و در حال رشد، سلول‌های ذخیره‌ای و سلول‌های فتوسنتز‌کننده در برگ‌ها فقط دارای دیواره اولیه سلول می‌باشند.
```
شبیه‌سازی گیاهان به انسان:
```

برگ: کارخانه غذاسازی
کلروپلاست: آشپزخانه
کلروفیل: سر آشپز
رنگینه‌های دیگر: آشپز کمکی
هر برگ دارای سه رنگیزه است.
۱ کلروفیل :رنگ سبز
۲کزانتوفیل: رنگ زرد تا قهوه ای
۳ کاروان: قهوه ای
درفصل پاییز کلرو فیل ازبین می‌رود
و رنگ سبز خود را از دست می‌دهد
ورنگ‌های دیگر ظاهر می‌شوند
```
دیواره سلول در این گونه اندام‌ها نرم بوده و به آن‌ها امکان رشد می‌دهد. سلول‌ها در گیاهان بالغ به‌خصوص آن‌هایی که رشد در آن‌ها پایان یافته، یک دیواره دیگر به‌نام دیواره ثانویه بوده که بین دیواره اولیه و غشاء سلول قرار گرفته‌است. 
دیواره ثانویه
 خیلی ضخیم‌تر از دیواره اولیه بوده و ضخامت آن تا چندین 
میکرون
 می‌رسد.
```

همچنین بین دیواره دو سلول مجاور، لایه دیگری به‌نام تیغه میانی وجود دارد که باعث چسبیدن و اتصال سلول‌ها بهم می‌شود. این دیواره ترکیبات پکتینی داشته و حالت ژله‌ای دارد و میزان آن در سلول‌های میوه‌های نرسیده زیادتر است. بعضی از آنزیم‌ها در هنگام رسیدن میوه باعث حل شدن ترکیبات پکتیکی دیواره میانی سلول شده و نرم شدن و رسیدن میوه را سبب می‌شوند.
دیواره اولیه نازک بوده و حدود ۲۵–۹ درصد سلولز دارد. مولکول‌های سلولز به‌صورت رشته‌های دراز و استوانه مانندی به‌نام میکروفیبریل که متصل بهم بوده، دیده می‌شود. میکروفیبریل‌ها در داخل ماده‌ای به‌نام ماتریکس قرار دارند که دارای ساختمان شیمیایی پیچیده‌ای است. بیشتر مواد تشکیل دهنده ماتریکس را هِمی‌سلولز تشکیل می‌دهد. دیواره نخستین سلول دارای ۵۰–۲۵ درصد هِمی‌سلولز می‌باشد. همچنین مواد دیگر نظیر ترکیبات پکتیکی و پروتئین‌ها در ساختمان دیواره نخستین سلول به‌کار رفته‌است. دیواره نخستین سلول به‌وسیله بعضی از مواد شیمیایی تنظیم‌کننده رشد نرم گشته و به سلول این امکان را می‌دهد که در هنگام جذب آب به‌وسیله پروتوپلاسم و فشار ناشی از آن، دیواره سلول خاصیت پلاستیکی پیدا کند و موجب متورم شدن سلول شود. زمانی‌که سلول در حال رشد نیست، میکروفیبریل‌ها از هم جدا شده و ضمن به‌وجود آمدن شکاف بین آن‌ها، امکان عبور آب و مواد حل شده در آن را از دیواره اولیه سلول فراهم می‌سازد.
دیواره سلول نسبت به آب و املاح نفوذپذیر بوده و دارای منافذ متعددی به‌نام پلاسمودسماتا است که محتویات سیتوپلاسم سلول‌های مجاور به‌وسیله این شکاف‌ها بهم متصل می‌شود.

### غشا سلولی
عمل آن عبور آب و مواد محلول به‌داخل سلول است که به‌وسیله غشا پلاسما یا پلاسمالما صورت می‌گیرد. غشا سیتوپلاسم و کلیه غشاها دارای خاصیت عبور انتخابی هستند، بدین معنی که ورود بعضی مواد را به‌داخل سلول سبب شده ولی از خروج آن‌ها جلوگیری می‌کنند. چنین خاصیت غشا را خاصیت تراوای افتراقی گویند. ضخامت دیواره غشاء حدود ۱۰–۵/۷ نانومتر می‌باشد. همچنین به‌وسیله میکروسکوپ الکترونی، ساختمان غشا به صورت دو لایه نسبتاً تاریک (یک لایه تک مولکولی پروتئینی) که به‌وسیله یک لایه روشن (متشکل از یک لایه دو مولکولی چربی، که چربی در ساختمان این لایه از نوع فسفولیپید است) از هم جدا شده‌اند، دیده می‌شود.
غشا سلولی حاوی ۱- لیپیدها ۲-ملکول‌های پروتئینی ۳- کربوهیدرات است.
در یک سلول گیاهی، یک بخش سلولی به نام پروتوپلاسم با دیواره سلولی اولیه احاطه می‌شود. پروتوپلاسم شامل دو قسمت هسته و سیتو پلاسم می‌باشد.

### سیتوپلاسمیا میان سلول
به مجموعه ذرات و اندامکهای داخل سلول اصطلاحاً سیتوپلاسم گفته می‌شود. به بخش مایع شفاف سیتوپلاسم که ذرات در آن پراکنده‌است سیتوزول گفته می‌شود. سیتوزول حاوی پروتئینهای محلول، الکترولیتها و گلوکز است.

### هسته
بزرگ‌ترین جزء درون سلول بوده که در کار تنظیم اعمال فیزیولوژیکی درون سلول دخالت دارد. هسته مرکز سنتز آنزیم‌هایی است که در فعالیت‌های متابولیکی سلول شرکت دارند. هسته به‌علت دارا بودن صفات ژنتیکی عمل انتقال وراثت را در سلول به‌عهده دارد. همچنین گفته می‌شود که هسته محل سنتز اسیدهای هسته‌ای نظیر RNA و DNA می‌باشد. هسته به‌وسیله یک غشاء دولایه‌ای از سیتوپلاسم جدا شده‌است. در داخل هسته، ذرات کروی یا بیضی شکل کوچکی به‌نام هستک وجود دارد. تعداد هستک‌ها در هسته متغیر بوده، بسته به نوع و گونه گیاه بین ۱ تا ۴ عدد هم برسد. هستک‌ها در مرحله تلوفاز از مراحل تقسیم میتوزی در سلول، تشکیل می‌شوند. مطالعه ساختمان هستک‌ها نشان می‌دهد که قسمت اعظم آن‌ها از پروتئین و RNA ساخته شده‌اند. یکی از اعمال هستک‌ها سنتز قسمتی از اسید هسته‌ای RNA می‌باشد. از وظایف دیگر هستک‌ها سنتز، پروتئین می‌باشد. پروتئین سنتز شده به‌وسیله هستک، بعداً در ساختن ریبوزوم به‌کار می‌رود.

### شبکه اندوپلاسمی
این شبکه را می‌توان قسمتی از غشا سلول دانست که به‌صورت شبکه‌هایی در داخل سیتوپلاسم پراکنده شده‌است. این شبکه از غشا دولایه‌ای منفذداری تشکیل شده‌است که در سرتاسر سلول گسترده شده و عمل نقل و انتقال مولکول‌های مختلف را در داخل سلول به‌عهده دارند. این شبکه همچنین عهده‌دار ارتباط سلول از طریق پلاسمودسما با سلول‌های دیگر است. از نقش‌های دیگر این شبکه سنتز پروتئین، استرها و فسفولیپیدها را به‌عهده دارد.

### میتوکندری (راکیزه)
اجزاء نسبتاً بزرگ، و تخم‌مرغی شکل و به تعداد زیاد در سیتوپلاسم سلول‌های فعال پراکنده بوده و محتویات میتوکندری به‌وسیله غشا دولایه‌ای احاطه می‌شود. لایه داخلی غشاء به‌داخل میتوکندری چین‌خورده بوده و آن را به قسمت‌های متعددی تقسیم می‌کند. میتوکندری به‌دلیل دارا بودن آنزیم‌های مختلف که در واکنش‌های اکسیداسیون و احیا دخالت دارند، آن را موتور سلول گویند. میتوکندری محل اکثر فعالیت‌های بیوشیمیایی در داخل سلول بوده و تقریباً نصف واکنش‌های متابولیکی سلول در آن‌ها صورت می‌گیرد.

### دستگاه گلژی
واحد ساختمانی یا بخش اصلی تشکیل دهنده دستگاه گلژی، دیکتیوزوم است و شکل‌های دیگر آن می‌توانند از اجتماع تعدادی دیکتیوزوم تشکیل شوند. هر دیکتیوزوم به‌طور معمول از اجتماع ۳ تا ۸ ساختمان کیسه‌ای که هر کدام را یک ساکول، سیسترون یا سیسترنا نیز می‌نامند تشکیل شده‌است. به نظر می‌رسد که اجسام گلژی کوچک‌ترین جزء سلول بوده و فقط با میکروسکوپ الکترونی دیده می‌شود. نقش اجسام گلژی شرکت در ساختمان دیواره سلول و همچنین انتقال مواد به خارج سلول گزارش شده‌است.

### ریبوزومیا رناتَن در سلول گیاهی
ترکیب ساختمانی ریبوزوم‌های گیاهی نشان می‌دهد که آنها نیز مانند دیگر ریبوزوم‌ها از پروتئین و اسیدهای هسته‌ای RNA ساخته شده‌اند و ساختاری بدون غشا هستند. ریبوزوم‌ها ذرات بسیار ریز به قطر تقریبی ۲۰۰ – ۱۵۰ آنگستروم بوده که به وسیله میکروسکوپ الکترونی قابل رویت هستند. محل قرار گرفتن آن‌ها در سیتوپلاسم بر روی شبکه آندوپلاسمیک رتیکولوم یا اطراف آن می‌باشد. همچنین گفته می‌شود که اجزا دیگر سلول مثل میتوکندری، کلروپلاست و هسته نیز دارای ریبوزم هستند. ریبوزوم‌ها محل سنتز پروتئین بوده و حدود ۸۵ درصد RNA تولید شده در سیتوپلاسم به وسیله آن‌ها ساخته می‌شود.

### اجسام ریز (میکروبادی)
میکروبادی‌ها اجسام کروی شکل و بخش‌هایی اند که به وسیله یک غشا به هم وصل می‌شوند و در مسیر متابولیکی خاصی نقش ایفا می‌کند. یک نوع آن پراکسی‌زومها هستند که اندامکهای کروی شکل خاصی هستند که در واکنش‌های اکسایش تخصص یافته‌اند. کاتالاز، یک آنزیم اکسیدکننده است. پراکسی‌زوم‌ها در فتوسنتز و تنفس نوری نیز دخالت دارند. نوع دیگر اجسام ریز، گلی اکسیزوم می‌باشد که در دانه‌های ذخیره‌کننده روغن وجود دارد. گلی اکسیزوم‌ها دارای آنزیم‌های چرخه گلی اگزالات هستند که در تبدیل اسید چرب ذخیره‌ای به قندها کمک می‌کنند و این قند می‌تواند برای تأمین انرژی جهت رشد در سراسر گیاه جوان جابجا شود.

### واکوئل(کریچه)
حاوی موادی هستند که ممکن است جزو مواد اندوخته‌ای یا مواد زاید سلول باشند. واکوئل‌ها به خاطر اندوختن بعضی مواد (مانند نمک‌های آلی، پروتئین‌ها، نمک‌های کانی، مواد رنگین و …) در خود، انبار سلول به‌شمار می‌آیند. اما کار اساسی واکوئل‌ها تنظیم آب داخل سلول است زیرا در تبادل آب میان سلول و محیط آن نقش بسیار مهمی بر عهده دارند. از دیگر اعمال شیره واکوئلی، هضم مواد زائد به وسیله آنزیم‌های موجود در آن می‌باشد. مزه ترش در بعضی از ارقام پرتقال و لیمو به علت وجود مقدار زیادی اسید سیتریک در واکوئل آن‌ها می‌باشد. در چنین شرایطی pH در این گونه واکوئل‌ها ممکن است پائین باشد و تا ۳ هم برسد. در حالیکه میزان pH در سیتوپلاسم این سلول‌ها بین ۵/۷–۷ می‌باشد. واکوئل همچنین به علت زیاد بودن غلظت شیره آن (پایین بودن پتانسیل آب)، آب را به داخل خود کشیده و باعث متورم شدن سلول می‌شود که این حالت را تورژسانس می‌گویند. در صورتی‌که آب از داخل سلول به واسطه فشار یا به وسیله نیروی اسمزی سلول‌های مجاور به خارج رانده شود، حجم واکوئل کم می‌شود که به چنین حالتی در سلول پلاسمولیز می‌گویند.